# فانيسا مارشال
فانيسا مارشال (بالإنجليزية: Vanessa Marshall)‏ (من مواليد 19 أكتوبر 1969) هي مؤدية أصوات ومغنية و عارضة أمريكية لها عدة مشاركات في مسلسلات رسوم متحركة وأفلام و ألعاب فيديو .
هي ابنة الممثلة جوان فان آرك و الصحفي جون مارشال، بدأت العمل في الأداء الصوتي بعد أكتشافها في عرض أمرأة واحدة .

## روابط خارجية
- فانيسا مارشال على موقع IMDb (الإنجليزية)
- فانيسا مارشال على موقع قاعدة بيانات الفيلم (الإنجليزية)